# Stanley Matthews
Sir Stanley Matthews CBE (1. února 1915, Hanley, Anglie — 23. února 2000, Stoke-on-Trent, Anglie) byl anglický fotbalista, legenda anglické i světové kopané. V rodné Anglii byl označován jako jeden z nejlepších hráčů anglické kopané. Jako jediný anglický hráč byl povýšen do rytířského stavu v době aktivní kariéry. V roce 1956 získal Zlatý míč pro nejlepšího fotbalistu Evropy. Díky svým genetickým dispozicím a zdravému stylu života vydržel hrát na vysoké úrovni až do svých 50 let. Je nejstarším hráčem, který kdy hrál anglickou nejvyšší soutěž. Za svůj celoživotní přínos anglické kopané byl v roce 2002 přijat do anglické fotbalové síně slávy.

## Život

### Mládí
Stanley Matthews se narodil ve městě Hanley jako třetí ze čtyř synů. Sportovní geny zdědil po svém otci. Jack Matthews byl místní boxer (také známý pod přezdívkou boxující holič z Hanley). Brzy rozpoznal, že Stanley je pohybově nadaný a začal ho systematicky připravovat na sportovní dráhu boxera. Dbal, aby Stanley denně cvičil a pečoval o jeho kondici. Ten se však toužil stát fotbalistou, pilně trénoval s míčem a otec ho v šesti letech vzal na konkurz do fotbalového klubu Stoke City. Byl přijat do žákovského družstva a tím začala jeho fotbalová kariéra.

### Sportovní dráha

#### Klubová kariéra
Už jako nadějný mladík se nejlépe cítil na pravém kraji zálohy. Jeho výkony, dobrá technika, cit pro hru budily pozornost a zájem dalších klubů. Po skončení školní docházky mu proto vedení klubu Stoke City nabídlo místo poslíčka s platem 1 libry týdně, aby si ho udrželo. V roce 1932 podepsal jako sedmnáctiletý za účasti rodičů profesionální kontrakt s platem 5 liber týdně. Debutoval 19. března 1932 proti Bury na stadionu Gigg Lane. Stal se stálým členem týmu, který se postupně propracoval až do nejvyšší fotbalové ligy.
Svoji premiéru v národním týmu Anglie si odbyl o dva roky později v zápase proti Walesu, který Anglie vyhrála 4-0. Své fotbalové umění předvedl i v roce 1937 v duelu s Československem, kde vstřelil hattrick i přesto, že tým Anglie hrál v deseti lidech. V roce 1938 požádal o přestup, což u fanoušků Stokes způsobilo obrovský poprask. Více než 3000 fanoušků se zúčastnilo protestního setkání a další tisícovka fandů pochodovala kolem hřiště s transparenty. Matthews nakonec zůstal.
Jeho fotbalovou kariéru přerušila 2. světová válka, během které sloužil na základně blízko Blackpoolu u Královského letectva. V rámci válečné ligy hrál zápasy za Stoke nebo Blackpool. Mathewsův otec zemřel v roce 1945 a syn mu na smrtelné posteli slíbil dvě věci: starat se o matku a vyhrát finále FA Cupu.
Po obnovení ligové soutěže hrál Matthews v sezóně 1946/1947 za Stoke a významně přispěl k dobrému umístění klubu v celostátním žebříčku. Jako první získal cenu pro nejlepšího hráče roku dle FWA za sezónu 1947/1948.
V květnu 1947 projevil o Matthewse zájem FC Blackpool a Stoke, který byl ve finanční krizi, schválil jeho přestup za značnou provizi 11500 liber. V té době bylo Matthewsovi 32 let, a přestože část vedení Blackpoolu měla s ohledem na jeho věk k tomuto kontraktu výhrady, Matthews zůstal platným hráčem klubu ještě čtrnáct let.

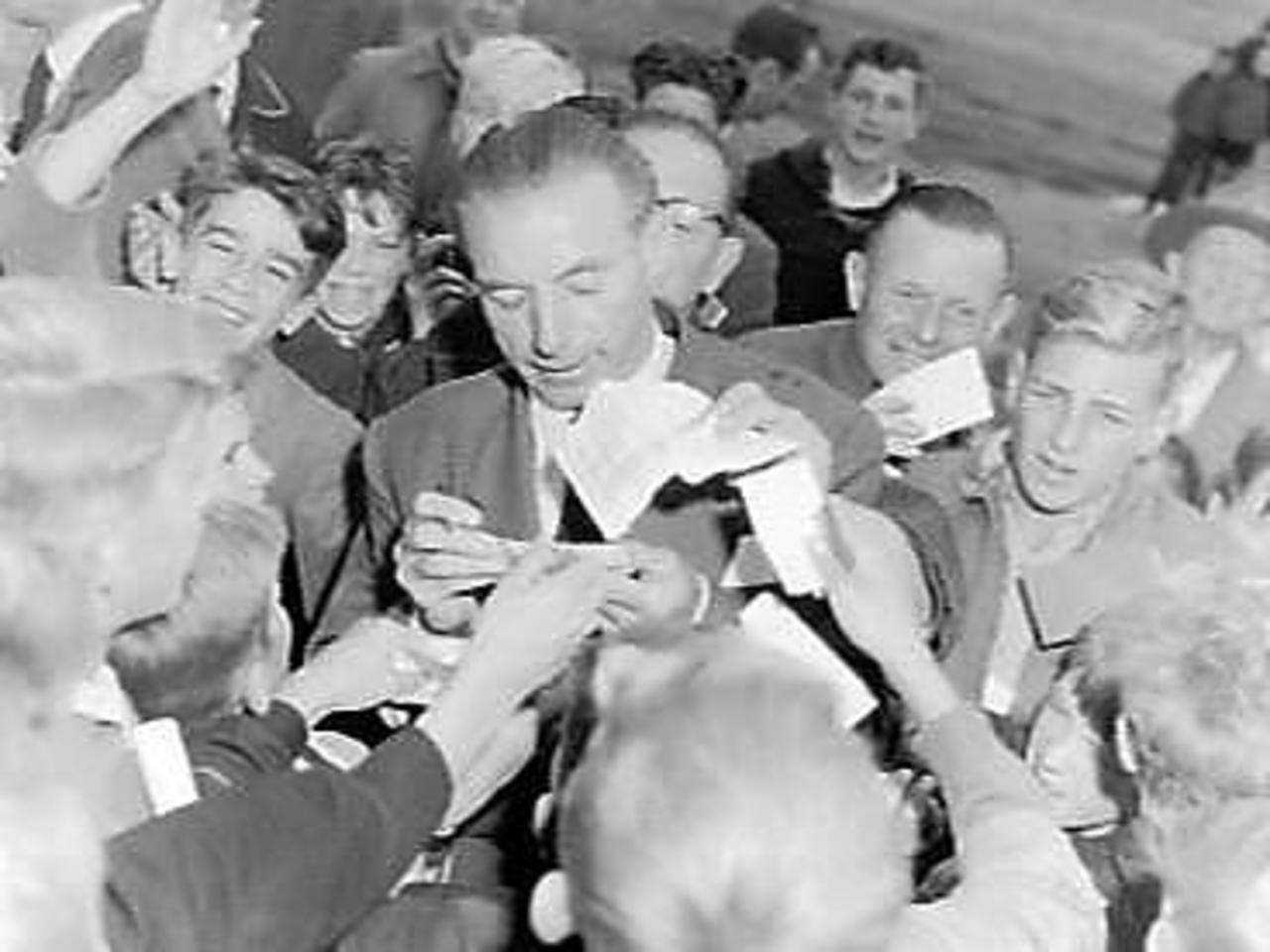
Mathhews mezi fanoušky na letišti v Rotterdamu (1957)

V roce 1953 pomohl Blackpoolu získat medaili pro vítěze anglického poháru v památném finále, které znamenalo jeden z jeho největších triumfů. Jeho spolupráce na hřišti se Stanem Mortensenem byla pro tým velmi přínosná. Mathews pomohl otočit skóre zápasu, když mu přihrál na tři góly a přispěl k vítězství v prodloužení. Hrál klíčovou roli v týmu Blackpoolu, který v sezóně 1955/56 obsadil 2. místo v prvoligové soutěži. V roce 1956 získal Zlatý míč pro nejlepšího fotbalistu Evropy. V roce 1957 mu královna udělila Řád britského impéria.
V roce 1957 odehrál několik exhibičních utkání za fotbalové kluby v Ghaně a přispěl k rozvoji afrického fotbalu. Počátkem šedesátých let hrál příležitostně v kanadské profesionální fotbalové lize za Toronto City.
V říjnu 1961 hrál poslední zápas v dresu Blackpoolu, ale nebyl to konec jeho aktivní hráčské kariéry. Vrátil se do Stoke City, který v té době hrál ve druhé lize, a sehrál tam téměř 60 zápasů. V sezóně 1962/1963 klub postoupil do nejvyšší soutěže a Matthews byl ve věku 48 let podruhé ve své kariéře zvolen fotbalistou roku.
V lednu 1965 byl za své služby fotbalu povýšen do šlechtického stavu. Stále častěji musel kvůli zranění vynechávat zápasy a 6. února 1965 odehrál poslední utkání své dlouholeté profesionální kariéry. Na stadionu Victoria Ground ve Stoke City se 28. dubna 1965 konalo oficiální rozloučení za účasti fotbalových legend z celého světa. Za Československo v zápase hráli Josef Masopust, Svatopluk Pluskal a Ján Popluhár.

#### Reprezentace
Za anglický národní tým podle oficiálních statistik odehrál 54 zápasů, ve kterých vstřelil 11 gólů. Jeho reprezentační kariéra trvala úctyhodných 23 let a to od jeho debutu 29. září 1934 do 15. května 1957. Startoval na dvou mistrovstvích světa (1950 a 1954).

### Manažerská a trenérská činnost
V červenci 1965 byl Matthews jmenován generálním manažerem klubu Port Vale, ale v roce 1968 z funkce odstoupil poté, co doplatil na svou důvěřivost a klub byl vyloučen z první ligy kvůli finančním nesrovnalostem. Zůstal v klubu a pokračoval v práci s mládežnickým týmem. Mládeži se věnoval už od roku 1953, kdy každé léto trénoval chudé děti v Jižní Africe, Nigérii, Ghaně, Ugandě a Tanzanii. V době apartheidu založil v Sowetu tým složený z černošských školáků, pro který zprostředkoval i zájezd do Brazílie. Kromě Afriky působil jako trenér v Austrálii, Spojených státech a Kanadě.
Svůj poslední fotbalový zápas za Anglické veterány hrál v roce 1985 ve věku 70 let proti veteránům z Brazílie.

### Stáří

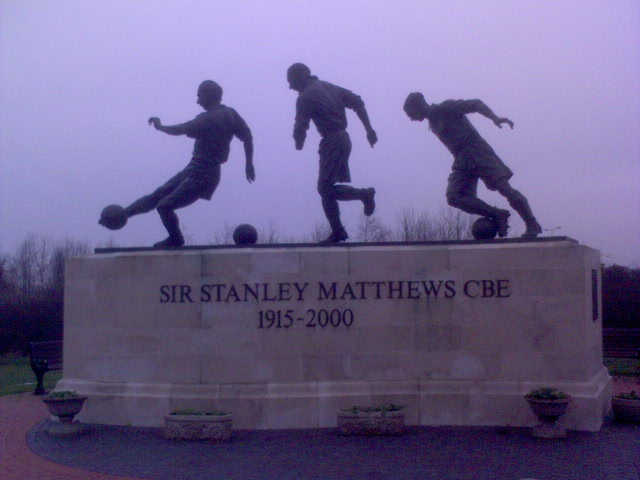
památník Stanleyho Matthewse před stadionem ve Stoke-on-Trent

V roce 1989 se s manželkou vrátil do Stoke-on-Tren a bydleli v ‎‎the Views‎‎ v ‎‎Penkhullu, památkově‎‎ chráněné budově, která byla rodištěm sira ‎‎Olivera Lodge‎‎. Matthews působil jako ‎‎ prezident FC Stoke ‎‎City‎‎ a čestný viceprezident ‎‎Blackpoolu‎‎.   
V roce 2000 vydal své paměti s názvem The Way It Was (My autobiography).
Sir Stanley Matthews zemřel tři týdny poté, co oslavil 85. narozeniny. Jeho smrt byla oznámena těsně předtím, než začal přátelský zápas Anglie s Argentinou. Jeho pohřbu se zúčastnily některé fotbalové legendy, např. Sir Bobby Charlton, Jack Charlton, Nat Lofthouse a Tom Finney. Jeho popel byl uložen pod středovým kruhem ‎‎stadionu Britannia ve ‎‎Stoke City, který oficiálně otevřel v srpnu 1997.
‎‎ V roce 2002 byl Matthews uveden do ‎‎ Síně slávy anglického fotbalu. V různých anketách byl zařazován mezi nejlepší fotbalisty 20. století. Byl uveden do síně slávy klubů ve Stoke a Blackpoolu. ‎‎ Před stadion Britannia ve Stoke City byl umístěn Matthewsův památník a další se nachází v centru ‎‎Hanley‎‎.

### Charakteristika
Hrál více než 800 utkání v ligové soutěži a reprezentaci. Od dětství dodržoval přísnou životosprávu a přísný tréninkový režim. Dbal na zdravou stravu, byl vegetariánem. Nekouřil, nepil alkohol. Každé ráno běhal několik kilometrů a do bot si dával závaží. Vynikal precizní hrou s míčem a přesnými přihrávkami, proslavily ho typické úniky s pověstnou kličkou a přesné přihrávky.
Mezinárodní výbor při organizaci UNESCO mu udělil cenu fair play za rok 1986. Během své dlouhé kariéry hrál v osmdesáti čtyřech mezinárodních zápasech a nikdy nebyl vyloučen ani napomenut. Ke kolegům byl vstřícný a velkorysý, vždy se choval příkladně. Na hřišti si vždy udržel chladnou hlavu, nikdy neztrácel nervy a nedovolil, aby emoce ovlivnily jeho hru.   
Během mezistátního utkání proti Itálii v roce 1948 za stavu 4-0 pro Anglii se Matthews rozběhl k rohovému praporku, aby ušetřil trochu času. Poté, co tam doběhl, si stačil utřít zpocené ruce do trenýrek a upravit si vlasy, než k němu přiběhl nějaký protihráč. Lidé v ochozech věřili, že Matthews byl natolik troufalý, aby si vytáhl hřeben z kapsy od trenýrek a učesal se. Ve své autobiografii pak napsal, že tato legenda ho provázala po zbytek života.

### Co o něm řekli
- „ Ten, který nás učil, jak by se měl hrát fotbal.“ - Pelé
- „ Vyrostl jsem v době, kdy byl bohem pro ty, kteří toužili hrát fotbal. Byl skutečný džentlmen a už nikdy neuvidíme nikoho jako on. “ - Brian Clough
- „ Řekl mi, že hrával za 20 liber týdně. Dnes by měl cenu všech peněz, co jsou v Bance Anglie.“ - Gianfranco Zola

## Osobní život
‎V létě 1934 se Matthews oženil s Betty Vallanceovou, dcerou trenéra Stoke City Jimmyho Vallance, se kterou se poprvé setkal v den svých 15. narozenin v roce 1930, když byl prvním dnem jako poslíček zaměstnán na Victoria Ground. Měli spolu dvě děti: dceru Jean (*1939) a syna Stanleyho Jr. (*1945), který byl profesionálním tenistou.
V roce 1967 se ‎‎ Matthews na turné po Československu s Port Vale setkal se 44letou tlumočnicí Mílou Winterovou. Byl přesvědčen, že našel pravou lásku svého života a rozvedl se. Následující roky spolu trávili na Maltě, v Jižní Africe a Torontu. Míla zemřela v roce 1999, několik měsíců před smrtí Stanleyho Matthewse.  